# Astragalus alopecias
Astragalus alopecias är en ärtväxtart som beskrevs av Pall.. Astragalus alopecias ingår i släktet vedlar, och familjen ärtväxter. Inga underarter finns listade i Catalogue of Life.